# Nationernas palats
Nationernas palats (engelska: Palace of Nations, franska: Palais des Nations) ligger i Genève i Schweiz, och byggdes åren 1929-1936 och användes som Nationernas förbunds högkvarter. 1946 började byggnaden användas av Förenta nationernas kontor i Genève, fastän Schweiz inte gick med i Förenta nationerna (FN) förrän 2002.
Från byggnaden syns Genèvesjön och Franska Alperna. Under byggnaden finns en tidskapsel med en lista över vilka länder som var med i NF och en medalj som visar en bild på byggnaden med Jurabergen i bakgrunden.